# Bahnstrecke Bitterfeld–Stumsdorf
| Streckennummer (DB): | 6832                 |                                       |                                       |
| Kursbuchstrecke (DB): | 252 (2002)           |                                       |                                       |
| Kursbuchstrecke: | 156e (1934)          |                                       |                                       |
| Streckenlänge: | 21,434 km            |                                       |                                       |
| Spurweite: | 1435 mm (Normalspur) |                                       |                                       |
| Streckenklasse: | D4                   |                                       |                                       |
| Maximale Neigung: | 10,3 ‰               |                                       |                                       |
| Minimaler Radius: | 150 m                |                                       |                                       |
| Streckengeschwindigkeit: | 20 km/h              |                                       |                                       |
| |                      |                                       |                                       |
| \| \| \| von Leipzig Hbf \| \| \| \| \| von Halle (Saale) Hbf \| \| \| \| 0,0 \| Bitterfeld \| Bitterfeld \| \| \| \| nach Berlin Anhalter Bf \| \| \| \| \| nach Trebnitz \| \| \| \| \| Infrastrukturgrenze DB InfraGO / RBB \| \| \| \| 2,4 \| Grube Antonie \| Grube Antonie \| \| \| 2,7 \| Infrastrukturgrenze RBB / ZIG \| Infrastrukturgrenze RBB / ZIG \| \| \| 5,4 \| Sandersdorf (Kr Bitterfeld) \| Sandersdorf (Kr Bitterfeld) \| \| \| \| gepl. Anst Progroup Papierfabrik \| \| \| \| 9,5 \| Heideloh \| Heideloh \| \| \| \| Bundesautobahn 9 \| \| \| \| 11,7 \| Großzöberitz \| Großzöberitz \| \| \| 13,5 \| Anst Verbio Ethanol Zörbig GmbH \| Anst Verbio Ethanol Zörbig GmbH \| \| \| 14,2 \| Anst Verbio Ethanol Zörbig GmbH \| Anst Verbio Ethanol Zörbig GmbH \| \| \| 14,7 \| Infrastrukturgrenze ZIG / ENON \| Infrastrukturgrenze ZIG / ENON \| \| \| 15,5 \| Zörbig \| Zörbig \| \| \| \| nach Radegast (Dreischienengleis) \| \| \| \| 16,4 \| Anst Zörbig Getreidewirtschaft \| Anst Zörbig Getreidewirtschaft \| \| \| 19,8 \| Infrastrukturgrenze ENON / DB InfraGO \| Infrastrukturgrenze ENON / DB InfraGO \| \| \| \| von Leipzig \| \| \| \| 20,5 \| Stumsdorf \| Stumsdorf \| \| \| \| nach Magdeburg \| \| |                      |                                       |                                       |
| Strecke |                      | von Leipzig Hbf                       | von Leipzig Hbf                       |
| Abzweig geradeaus und von links |                      | von Halle (Saale) Hbf                 | von Halle (Saale) Hbf                 |
| Bahnhof | 0,0                  | Bitterfeld                            | Bitterfeld                            |
| Abzweig geradeaus und nach rechts |                      | nach Berlin Anhalter Bf               | nach Berlin Anhalter Bf               |
| Abzweig geradeaus und nach rechts |                      | nach Trebnitz                         | nach Trebnitz                         |
| Wechsel des Eisenbahninfrastrukturunternehmens |                      | Infrastrukturgrenze DB InfraGO / RBB  | Infrastrukturgrenze DB InfraGO / RBB  |
| Dienststation / Betriebs- oder Güterbahnhof | 2,4                  | Grube Antonie                         | Grube Antonie                         |
| Wechsel des Eisenbahninfrastrukturunternehmens | 2,7                  | Infrastrukturgrenze RBB / ZIG         | Infrastrukturgrenze RBB / ZIG         |
| ehemaliger Bahnhof | 5,4                  | Sandersdorf (Kr Bitterfeld)           | Sandersdorf (Kr Bitterfeld)           |
| Abzweig geradeaus und ehemals nach rechts |                      | gepl. Anst Progroup Papierfabrik      | gepl. Anst Progroup Papierfabrik      |
| ehemaliger Haltepunkt / Haltestelle | 9,5                  | Heideloh                              | Heideloh                              |
| Strecke mit Straßenbrücke |                      | Bundesautobahn 9                      | Bundesautobahn 9                      |
| ehemaliger Haltepunkt / Haltestelle | 11,7                 | Großzöberitz                          | Großzöberitz                          |
| Abzweig geradeaus und nach rechts | 13,5                 | Anst Verbio Ethanol Zörbig GmbH       | Anst Verbio Ethanol Zörbig GmbH       |
| Abzweig geradeaus und von rechts | 14,2                 | Anst Verbio Ethanol Zörbig GmbH       | Anst Verbio Ethanol Zörbig GmbH       |
| | 14,7                 | Infrastrukturgrenze ZIG / ENON        | Infrastrukturgrenze ZIG / ENON        |
| Bahnhof (Strecke außer Betrieb) | 15,5                 | Zörbig                                | Zörbig                                |
| Abzweig geradeaus und nach rechts (Strecke außer Betrieb) |                      | nach Radegast (Dreischienengleis)     | nach Radegast (Dreischienengleis)     |
| Abzweig geradeaus und nach rechts (Strecke außer Betrieb) | 16,4                 | Anst Zörbig Getreidewirtschaft        | Anst Zörbig Getreidewirtschaft        |
| Wechsel des Eisenbahninfrastrukturunternehmens (Strecke außer Betrieb) | 19,8                 | Infrastrukturgrenze ENON / DB InfraGO | Infrastrukturgrenze ENON / DB InfraGO |
| Abzweig ehemals geradeaus und von links |                      | von Leipzig                           | von Leipzig                           |
| Bahnhof | 20,5                 | Stumsdorf                             | Stumsdorf                             |
| Strecke |                      | nach Magdeburg                        | nach Magdeburg                        |

Die Bahnstrecke Bitterfeld–Stumsdorf, auch als Saftbahn bezeichnet, ist eine 20,5 Kilometer lange Nebenbahn in Sachsen-Anhalt. 

## Geschichte
Eine Bahnstrecke zwischen Bitterfeld über Zörbig nach Stumsdorf zu errichten, war schon 1882 geplant. 1884 genehmigte der preußische Landtag den Bau dieser Strecke. Aber erst als ab 1894 eine Schmalspurbahn zwischen Köthen und Zörbig über Radegast geplant wurde, wurde das Projekt weiter verfolgt, schließlich sagte die Stadt Zörbig 1896 eine finanzielle Beteiligung zu. Am 1. Oktober 1897 konnte die Strecke dem Verkehr übergeben werden. 1910 wurde die Strecke der in Zörbig anschließenden schmalspurigen Dessau-Radegast-Köthener Bahn (DRKE) nach Radegast dreischienig ausgebaut, um die Zuckerfabrik Radegast besser anzuschließen. Die Strecke war durch den Berufsverkehr nach Bitterfeld und Verkehr zum Braunkohle- und Chemierevier gut frequentiert. Aber auch landwirtschaftliche Produkte wurden auf ihr transportiert. Im Volksmund bekam sie den Namen „Saftbahn“, wegen des auf ihr transportierten Zuckerrübensirups. 

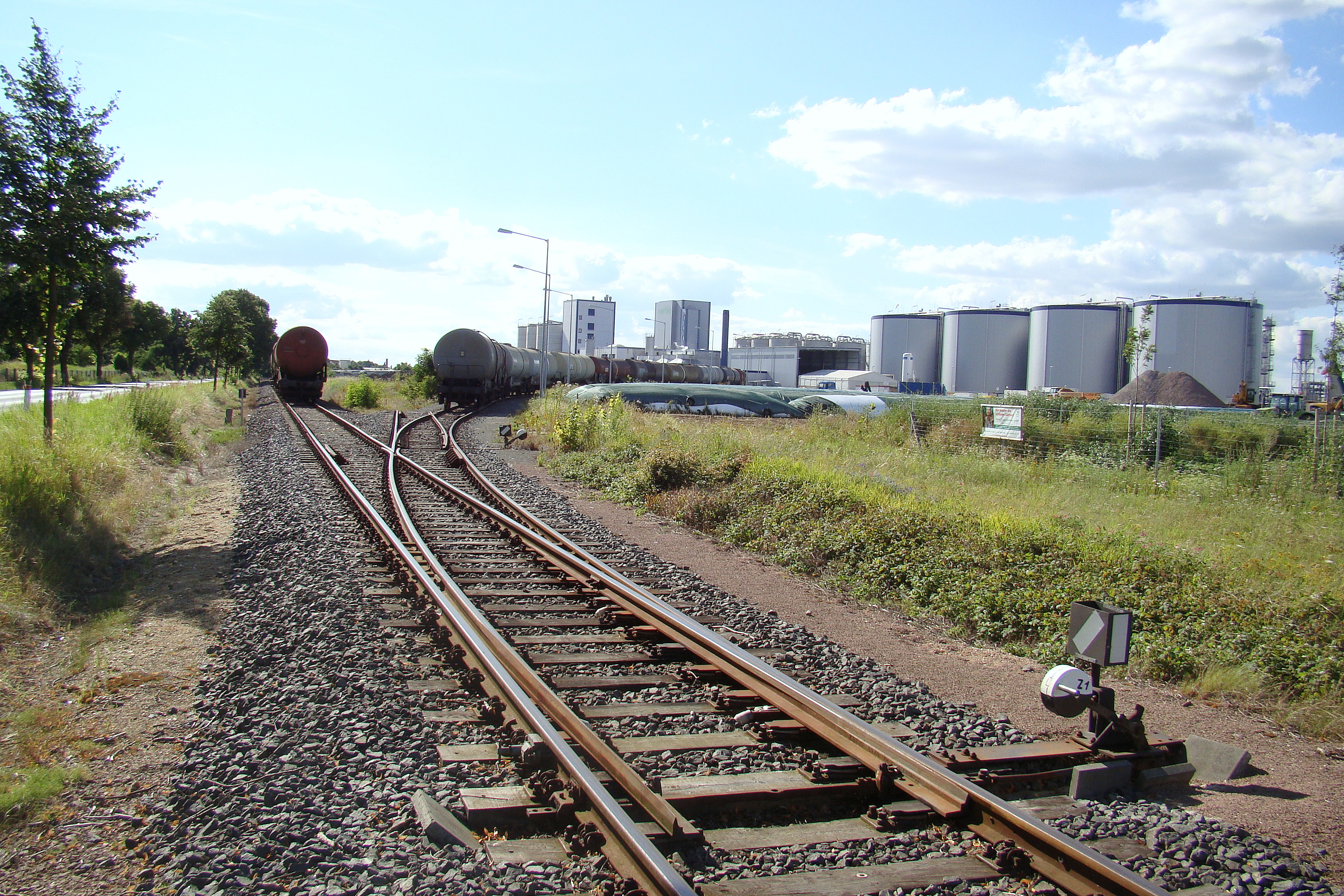
Abzweig des Anschlussgleises zum Bioethanolwerk von Verbio in Zörbig

Im Personenverkehr verkehrten 1944 werktags acht Zugpaare über die ganze Strecke, dazu noch Züge über Teilstrecken. 1990 waren es werktags zwölf Zugpaare auf der ganzen Strecke. Mit dem Niedergang der Bitterfelder Industrie nach 1990 ging auch der Verkehr rapide zurück. Der Güterverkehr wurde am 31. Dezember 1995 eingestellt. Am 28. September 2002 fuhr der letzte Personenzug. Die Strecke wurde zur Übernahme ausgeschrieben, allerdings waren die Übernahmebedingungen für die Interessenten nicht akzeptabel. Am 1. August 2004 wurde die Strecke zwischen Grube Antonie und Stumsdorf stillgelegt. Mit der Inbetriebnahme einer Bioethanolanlage in Zörbig änderten sich aber die Verhältnisse. Die Stadt Zörbig gründete die Zörbiger Infrastrukturgesellschaft mbH (ZIG). Mit dem 1. Januar 2005 übernahm sie die Strecke zwischen Grube Antonie und Stumsdorf von der DB Netz in Pacht für 20 Jahre. Am 11. August fuhr der erste Güterzug des neuen Unternehmens zwischen Zörbig und Bitterfeld. Die ungenutzte Strecke zwischen Zörbig und Stumsdorf wurde aus Kostengründen zum 1. Januar 2017 von der ZIG an den Eigentümer DB Netz zurückgegeben, der sie nach einer Ausschreibung an die in Putlitz ansässige ENON GmbH & Co. KG veräußerte. Ziel des neuen Eigentümers ist zunächst, den Rückbau der Gleise und eine Entwidmung zu verhindern.
Für die im August 2020 geplante Inbetriebnahme der Papierfabrik der Progroup im Industriegebiet Stakendorfer Busch hat sich die Gemeinde Sandersdorf-Brehna für die Anbindung des Anschlussgleises an die Saftbahn zwischen Sandersdorf und Heideloh entschlossen.
Im März 2024 wurde das lange leer stehende Empfangsgebäude des Bahnhofes Zörbig abgerissen.